# Massacre del 3 de març de Vitòria
La massacre del 3 de març de Vitòria és la massacre que tingué lloc el 3 de març de 1976 en aquesta ciutat alabesa durant la Transició Espanyola: en una jornada de vaga, la policia armada va llançar gasos lacrimògens per desallotjar els treballadors que estaven reunits en assemblea a l'església de Sant Francesc d'Assís, situada al barri obrer de Zaramaga, i va disparar contra els que sortien de l'església. L'actuació policial acabà amb 5 treballadors morts i 150 ferits de bala. La mateixa policia qualificà els fets de massacre. Aquests fets inspiraren el disc de Lluís Llach Campanades a morts.

## Història
L'origen immediat de la vaga va ser l'obligada renovació del conveni col·lectiu de diverses empreses locals. Amb la inflació desbocada, el govern havia decretat la congelació salarial. Des del desembre de 1975, representants de diverses factories –principalment del sector del metall– havien format una coordinadora per plantejar una taula reivindicativa comuna. D'allà, van sortir les peticions posteriorment assumides per la majoria de plantilles: augment lineal del salari de 6.000 pessetes, setmana laboral de 40 hores, 30 dies de vacances a l'any, jubilació als 60 anys i cobertura del 100% del salari en cas d'accident o malaltia.

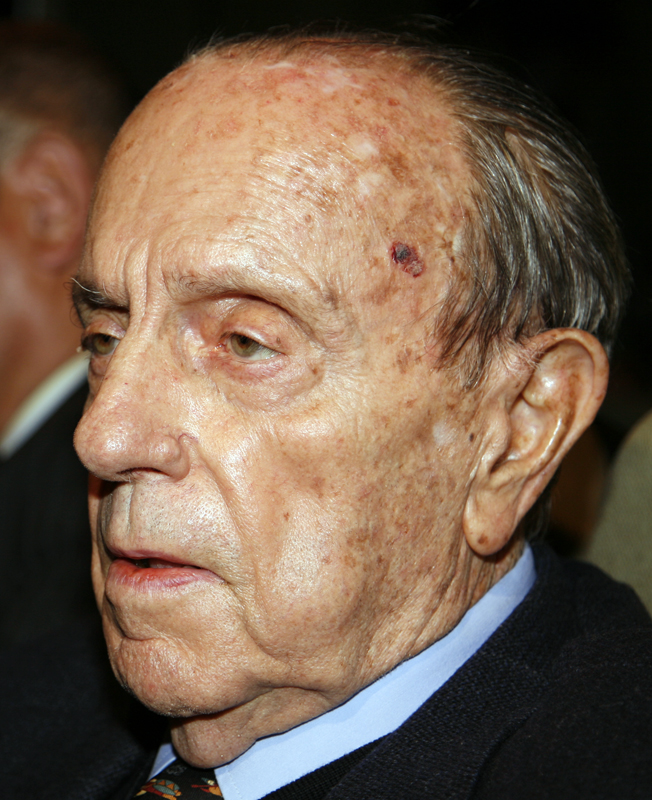
Manuel Fraga Iribarne, ministre de l'interior el 1976 (fotografia del 2007)

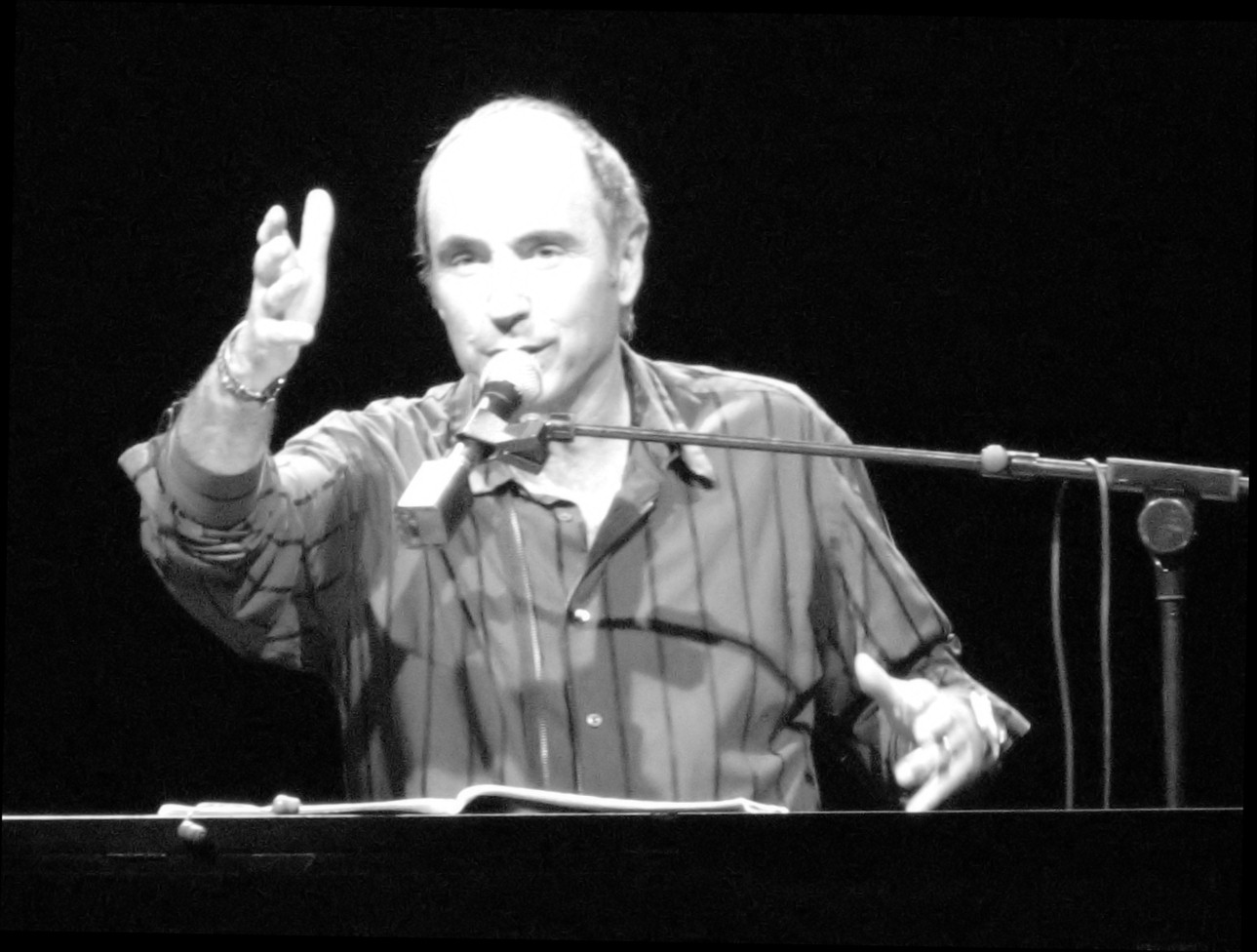
Lluís Llach a l'Olympia de París

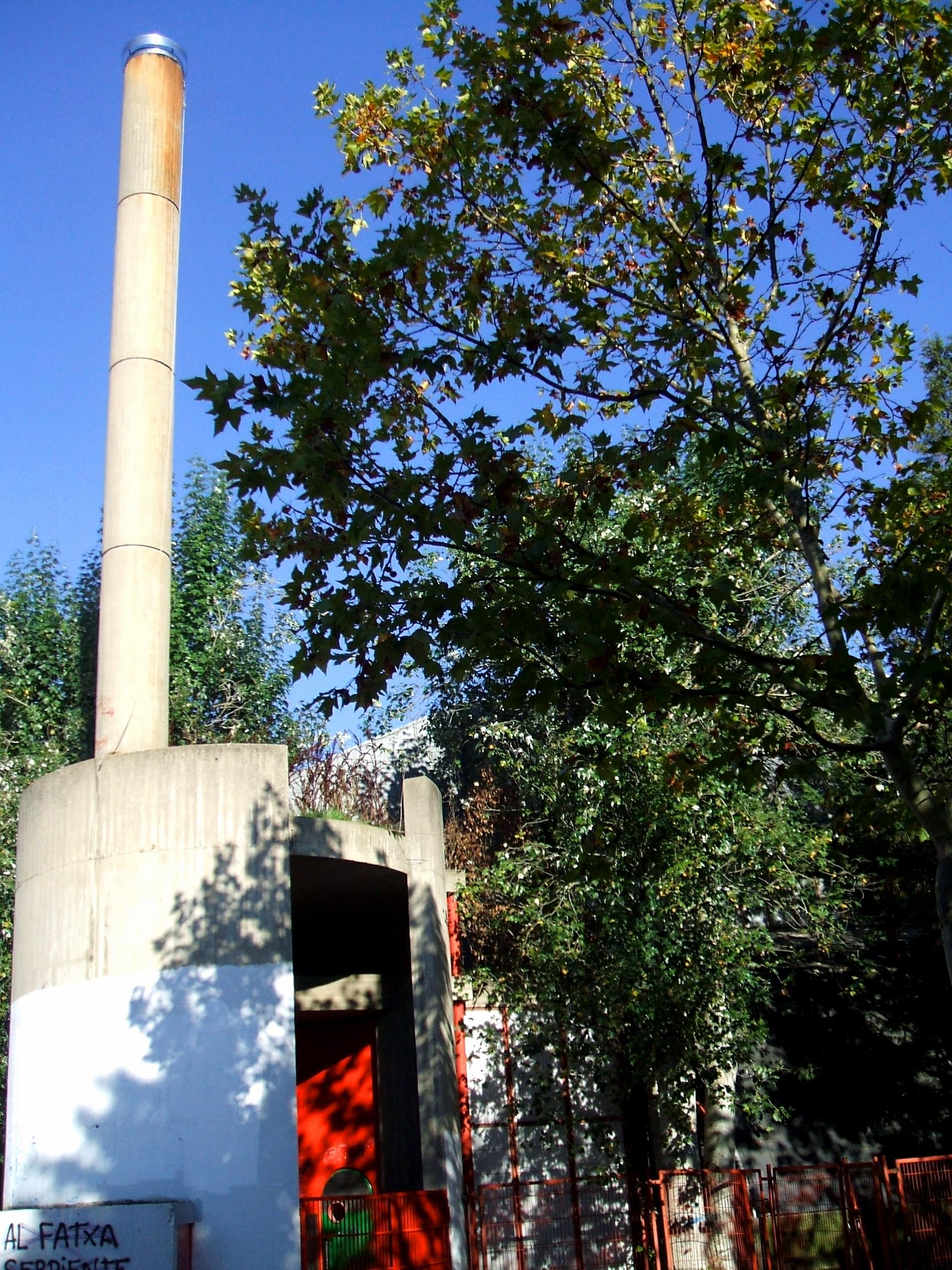
Entrada a la parròquia de San Francesc d'Assís

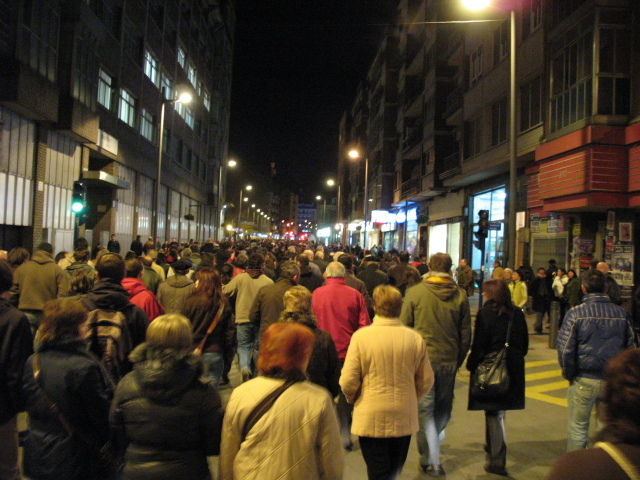
Manifestació a Vitòria el 2009 en commemoració als morts de 1976

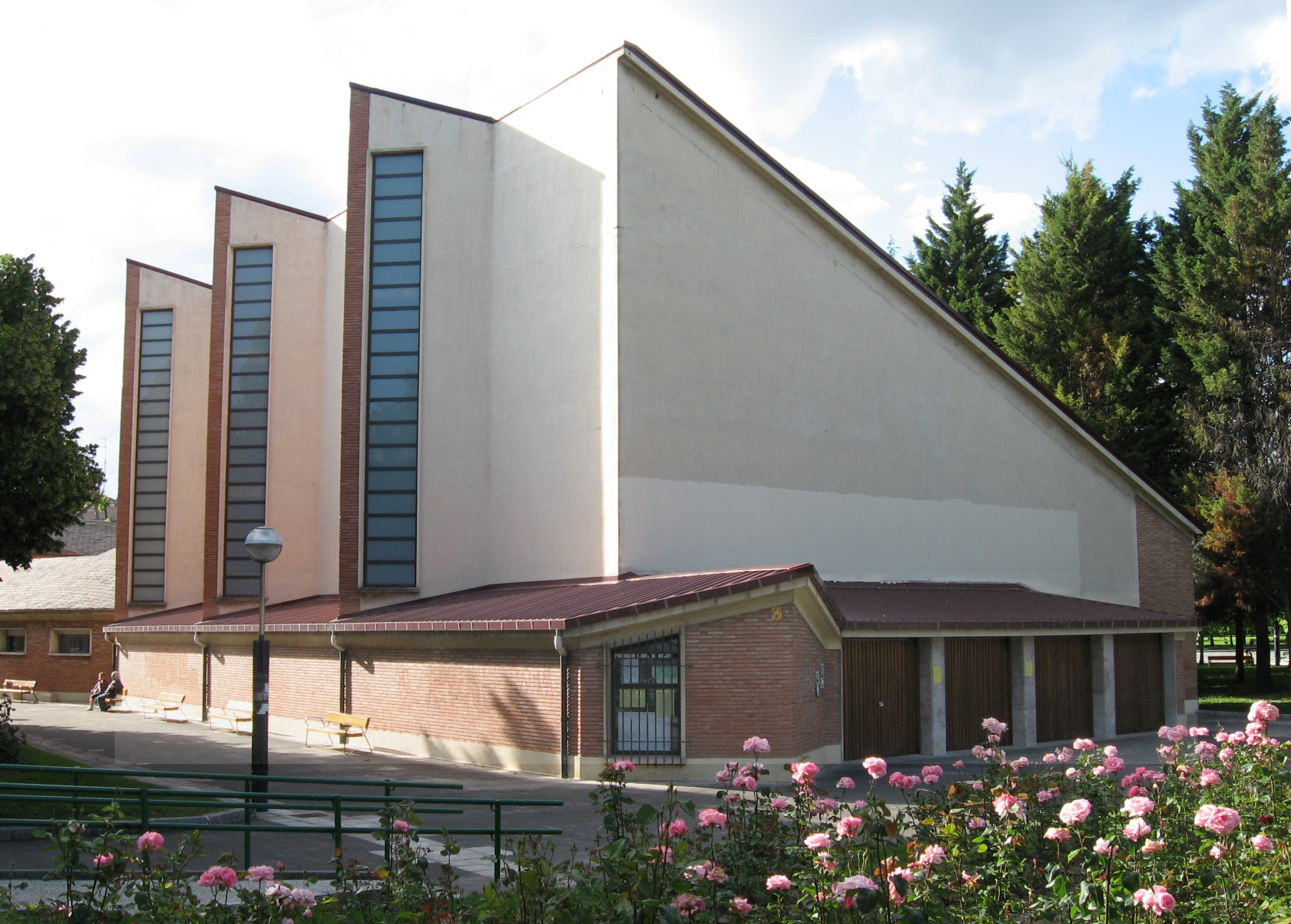
Església de Nostra Senyora de Betlem, també a Zaramaga

Durant el mes de gener de 1976 uns sis mil treballadors iniciaven una vaga en contra del decret de topalls salarials i en defensa de millors condicions de treball. Dos mesos després convocaven per tercera vegada una vaga general que fou seguida massivament el dia 3 de març. Aquest mateix dia la policia armada va entrar a l'església Sant Francesc de Vitòria, en la qual estava previst celebrar una assemblea de treballadors i, sense fer cas de la decisió del rector i del contingut del Concordat, va comminar al desallotjament. Tot just uns segons després disparaven gasos lacrimògens en un recinte tancat i ple de gent creant indignació i sobretot pànic. Els qui van sortir per davant mig asfixiats i amb mocadors en la boca van ser apallissats pels flancs i als del front els van disparar amb metralletes i pistoles.
La policia va resoldre la situació que havien creat a trets, assassinant 5 persones:
- Pedro María Martínez Oci, treballador de Forjas Alavesas, de 27 anys,
- Francisco Aznar Clemente, operari de fleques i estudiant, de 17 anys,
- Romualdo Barroso Chaparro, d'Agrator, de 19 anys,
- José Castillo, de Basa, una societat del Grup Arregui, de 32 anys.
- Bienvenido Pereda, treballador de Grupos Diferenciales, amb 30 anys, mort 2 mesos després a conseqüència de les ferides.

Dos obrers assassinats directament en el lloc dels fets, quatre ferits molt greus dels quals tres moririen, més de seixanta ferits greus, la meitat amb ferides de bala, i centenars de ferits lleus.
El dissabte, Manuel Fraga Iribarne, llavors ministre de la Governació, juntament amb Rodolfo Martín Villa, ministre de Relacions Sindicals i el General Campano, director de la Guàrdia Civil, intentaven, visitant els ferits, reduir l'impacte de la seva decisió. Aquell dijous el secretari general de l'SPD d'Alemanya cancel·lava l'entrevista amb Fraga que participava en una campanya diplomàtica per a vendre internacionalment una reforma avalada per la monarquia.
Encara prohibits els drets de reunió, manifestació i de vaga, els sindicats, il·legals també, al gener convocaren vagues arreu de l'Estat. Van tenir especial importància en el cinturó industrial madrileny i a Vitòria. La resposta del govern va ser l'habitual repressió policial, que a Vitòria va produir quatre manifestants morts i diversos centenars de ferits el 9 de març durant una càrrega antidisturbis. En comptes de solucionar el conflicte, els altercats es van multiplicar i les vagues generals de protesta es van succeir durant diversos mesos.
Posteriorment, durant els actes de protesta que es van organitzar en diferents localitats, van morir dues persones més víctimes de la repressió contra les manifestacions solidàries que denunciaven la massacre de Vitòria-Gasteiz: a Tarragona, el jove Juan Gabriel Rodrigo Knafo, i a la localitat biscaïna de Basauri, Vicente Antón Ferrero.
A l'Escola Tècnica Superior d'Arquitectura de Barcelona un grup d'estudiants encapçalat pels delegats Carles Vinardell i Josep Maria Lucchetti, organitzà una recol·lecta i comprà puntura vermella per fer-la vessar sobre la façana de l'edifici. L'acció es relacionà també com a protesta per la mort de Puig Antich.

## Conseqüències
Aquests incidents acceleren l'acció de l'oposició democràtica, i la seva unitat d'acció. La Junta Democràtica d'Espanya i la Plataforma de Convergència es fusionen en la Coordinació Democràtica o Platajunta el 26 de març. Aquesta nova junta exercí més pressió política sobre el govern, exigint amnistia, llibertat sindical, democràcia i rebutja les lleis reformistes. Es considera responsables Manuel Fraga Iribarne, home clau en els últims anys del franquisme, i Martín Villa, tot i que ambdós eren considerats "reformistes" dintre de l'aparell franquista.
Aquest fet mostra la divergència de la nova Església amb el franquisme des de 1965. I és que, si bé en els primers anys va fer cas omís a les reclamacions de la postguerra justificant la croada anticomunista, després del Concili Vaticà II es va acostar als treballadors a causa del canvi generacional, com havia succeït en el proletariat, molt més agressiu que els seus ascendents (als quals se'ls considerava el sosteniment passiu fonamental del Règim franquista per allò dels "estómacs agraïts").

## Reparació i reconeixement de les víctimes
Després de la investidura a la presidència del govern de José Luis Rodríguez Zapatero, el grup del Partit Nacionalista Basc va formular el 19 de maig de 2004 una pregunta al senat en la qual s'interessava per l'esclariment dels fets de Vitòria.
El 2006 la proposta de Llei de memòria històrica considerarà les víctimes d'aquest fet com a víctimes de la dictadura, malgrat que succeís 5 mesos després de la mort de Francisco Franco.

## Text de l'enregistrament policial
«J-1 a Charlie. Prop de l'església de San Francisco és on més grups es veuen. Bé, assabentats».
«Charlie a J-1. Pel que sembla en l'església de San Francisco és on més gent hi ha. Què fem? Si hi ha gent, a per ells! Anem a per ells!».
«J-1 a Charlie. Charlie, a veure si necessites aquí a J-2. Envia'l cap aquí perquè cobreixi el darrere de l'església».
«J-3 a J-1. Som a l'església. Entrem o què fem? Canvi».
«...Llavors el que t'interessa és que els agafin per darrere. Exacte».
«J-1 a J-2 Faci el que li havia dit (acudir en ajuda de Charlie a Zaramaga). Si marxo d'aquí, se m'escaparan de l'església».
«Charlie a J-1. Escolta, no interessa que se'n vagin d'aquí, perquè se'ns escapen de l'església. ...Enviïn-nos reforços, si no, no fem res; si no, marxem d'aquí; si no, haurem d'emprar les armes de foc. A veure, ja envio cap allí un Charlie. Llavors el Charlie que està, J-2 i J-3, desallotgin l'església com sigui. Canvi».
«No podem desallotjar, perquè llavors, llavors. Està repleta de paios! Repleta de paios. Llavors pels afores tenim... Envoltats de personal Haurem d'emprar les armes! Canvi».
«Gaseu l'església. Canvi».
«Interessa que vinguin els Charlies, perquè estem envoltats de gent i al sortir de l'església aquí serà un espeternec. Utilitzarem les armes. Segur. A més... eh?».
«Charlie a J-1. Ha arribat ja l'ordre de desallotjament a l'església?».
«Si, si la té J-3 i ja han procedit a desallotjar perquè tu no estaves allí».
«Molt bé, assabentat. I llàstima que no hi era jo allí. Intento comunicar, però ningú contesta. Han d'estar en l'església barallant-se com lleons».
«J-3 per a J-1! J-3 per a J-1! Enviïn forces cap aquí. Ja hem disparat més de dos mil trets».
«Com està per aquí l'assumpte?».
«Et pots figurar, després de tirar més de mil trets i trencar l'església de San Francisco. Et pots imaginar com està el carrer i com està tot».
«Moltes gràcies, eh! Bon servei!».
«Digues-li a Salines, que hem contribuït a la pallissa més gran de la història. Aquí hi ha hagut una massacre. Canvi».
«D'acord, d'acord».
«Però de debò una massacre».